# 矮小拟镖剑水蚤
矮小拟镖剑水蚤（学名：Paracyclopina nana）为镖剑水蚤科拟镖剑水蚤属的动物。分布于俄罗斯以及中国大陆的海南、广东、福建、天津等地，一般栖息于河口及其附近低盐度的咸淡水中。